# 2-й МАК
Государственное предприятие «2-й Московский аэроклуб» — (сокращённо ГП 2-й МАК), прежнее название «2-й Московский городской аэроклуб» ДОСААФ СССР (сокращённо «2-й МГАК» ДОСААФ СССР), один из старейших действующих аэроклубов России. Основан в 1947 году, занимается подготовкой пилотов на самолётах и планёрах.

## Деятельность аэроклуба
ГП «2-й МАК» занимается подготовкой пилотов на самолётах Як-18т, Як-52, Вильга 35А, а также планёрах Бланик L13, Янтарь-ст-3.

## Данные посадочных площадок
В управлении ГП «2-й МАК» находятся две посадочные площадки:
- Посадочная площадка « Аэродром Пахомово» располагается в окрестностях населённого пункта Пахомово Тульской обл., Заокского района, 2 км восточнее ж.д. станции «Пахомово», (КТА — 5437.54с 03734.81в).
- Посадочная площадка «Аэродром Елец (Телегино)» располагается в окрестностях ж/д станции «Телегино», Липецкой обл., Елецкого района, 6 км северо-западнее города «Елец», (КТА — 5238.22с 03824.34в).

Специализация посадочных площадок: «Аэродром Пахомово» и «Аэродром Елец (Телегино)» — интенсивные полёты на планёрах, самолётах-буксировщиках, пилотажных самолётах в радиусе до 10 км от КТА, спортивные маршруты различной протяжённости. Над КТА производится десантирование парашютистов. Пролёты точек на удалении до 10 км и входы в круг выполняются ВС с ведением радиосвязи с руководителем полётов п/п, под его управлением. Экипажам необходимо усиливать осмотрительность и радиоосмотрительность. Разбивка старта на п/п может быть выполнена с любым посадочным курсом, зависит от направления ветра. Безусловный приоритет в районе п/п имеют безмоторные ВС (планёры).

#### Посадочная площадка "Аэродром «Пахомово».
Посадочная площадка "Аэродром «Пахомово» располагается в окрестностях населённого пункта «Пахомово», Тульской обл., Заокского района, 2 км восточнее ж.д. станции «Пахомово», (КТА — 5437.54с 03734.81в).
С 1937 по 1962 год аэродром действовал как военный, а в 1962 году был передан 2 му Московскому городскому аэроклубу ДОСААФ СССР (2-й МГАК ДОСААФ СССР).
В 1993 году распоряжением Государственного комитета РФ по управлению государственным имуществом № 2087-р от 02 декабря 1993 года аэродром «Пахомово», ранее принадлежащий 2 му МГАК ДОСААФ СССР, был передан государственному предприятию «2-й Московский аэроклуб» (ГП 2-й МАК).
В 2007 году земельный участок аэродрома «Пахомово» был оформлен в постоянное (бессрочное) пользование ГП «2-й МАК» (Свидетельство о государственной регистрации права, серия 71 АБ № 400585 от 20.08.2007 г.). ГП «2-й МАК».
В сентябре 2011 года аэродром «Пахомово» был перерегистрирован МТУ ВТ ЦР в посадочную площадку Аэродром «Пахомово». Аэронавигационный паспорт посадочной площадки (АНППП) «Аэродром Пахомово» (УУДП) зарегистрирован 12.09.2011 года. Инструкция по производству полётов посадочной площадки «Аэродром Пахомово» согласовано с Филиалом «МЦ АУВД» ФГУП «Госкорпорация по ОрВД» 25.05.2010 года.

#### Посадочная площадка «Аэродром Елец (Телегино)»
Посадочная площадка «Аэродром Елец (Телегино)» располагается в окрестностях ж/д станции «Телегино», Липецкой обл., Елецкого района, 6 км северо-западнее города «Елец», (КТА — 5238.22с 03824.34в).
В 1999 году государственному предприятию «2-й МАК» был передан в постоянное (бессрочное) пользование аэродром Елец «Телегино» (Свидетельство о государственной регистрации права, серия 48 АА № 0035925 от 29.10.1999 г.).
В сентябре 2011 года аэродром Елец «Телегино» был перерегистрирован МТУ ВТ ЦР в посадочную площадку «Аэродром Елец (Телегино)». Аэронавигационный паспорт посадочной площадки (АНППП) «Аэродром Елец (Телегино)» зарегистрирован 12.09.2011 года.

## История аэроклуба

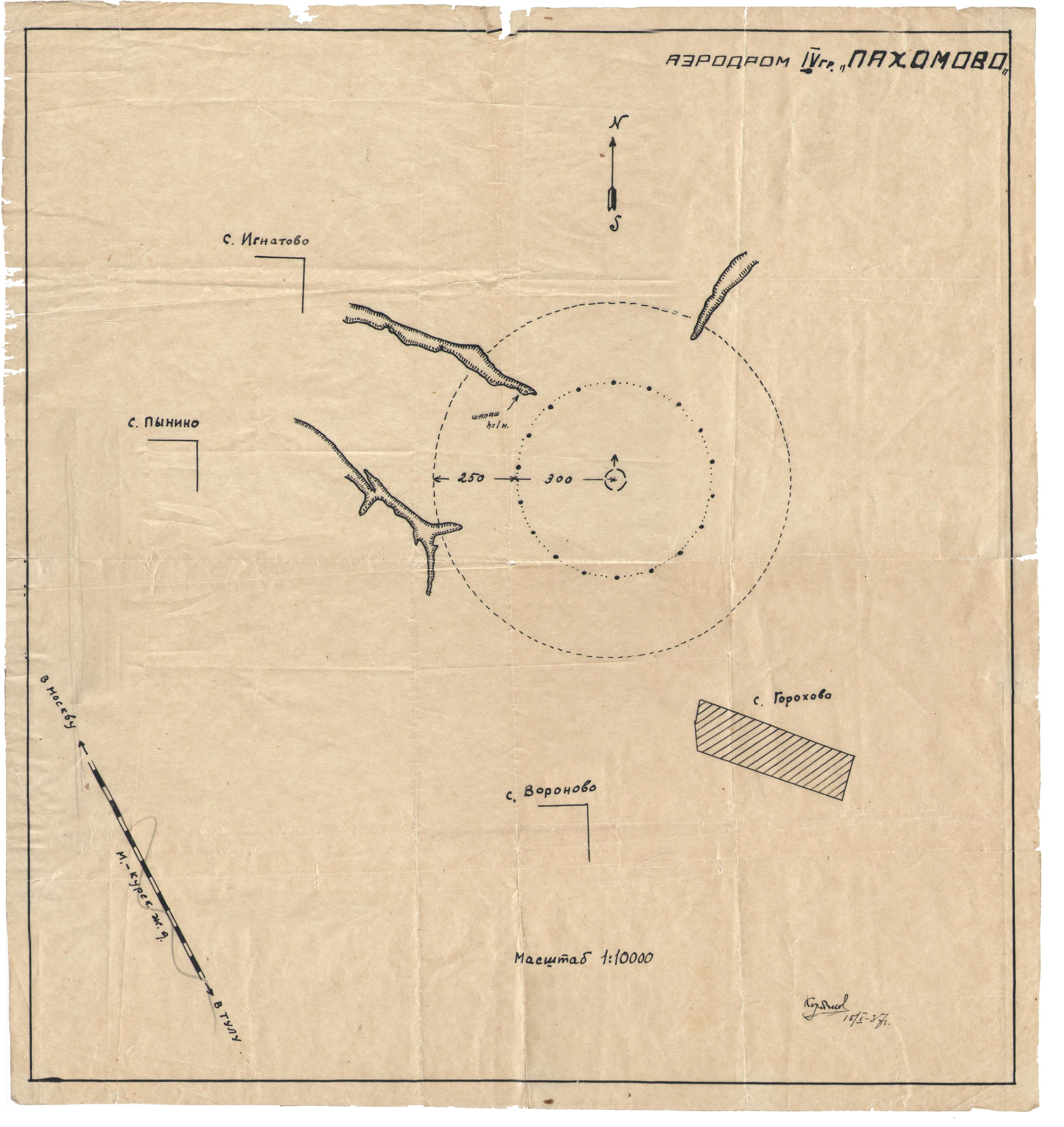
Основание аэродрома Пахомово 1937 год

Государственное предприятие «2-й Московский аэроклуб» основан в 1947 году, (Постановление Президиума Центрального Совета Осоавиахим СССР за № 19 от 28 февраля 1947 г. и Приказ Московского Городского Совета Осоавиахим № 3 от 19 марта 1947 г. об открытии в г. Москве аэроклуб № 2 — второй категории).
С 1947 по 1993 год — аэроклуб входил в состав аэроклубов ДОСААФ СССР, как 2-й Московский городской аэроклуб ДОСААФ СССР (2-й МГАК ДОСААФ СССР).
На протяжении многих лет аэроклуб являлся базовым для подготовки спортсменов по авиационно-техническим видам спорта на уровне сборных команд Москвы и СССР. За время своего существования аэроклуб подготовил более 250 мастеров спорта и мастеров международного класса, среди которых чемпионы мира, Европы и СССР. Воспитанниками аэроклуба установлены мировые и всесоюзные рекорды. Сотни воспитанников пополнили ряды лётчиков ГВФ, ВВС, лётчиков-испытателей.
В 1961 году на базе аэроклуба была создана первая в СССР ЮПШ — юношеская планерная школа.
С 1983 года по 1993 год аэроклуб успешно занимался подготовкой школьников-курсантов для поступления в лётные училища (ГА и ВВС). Подготовка проводилась по специально разработанным экспериментальным программам.

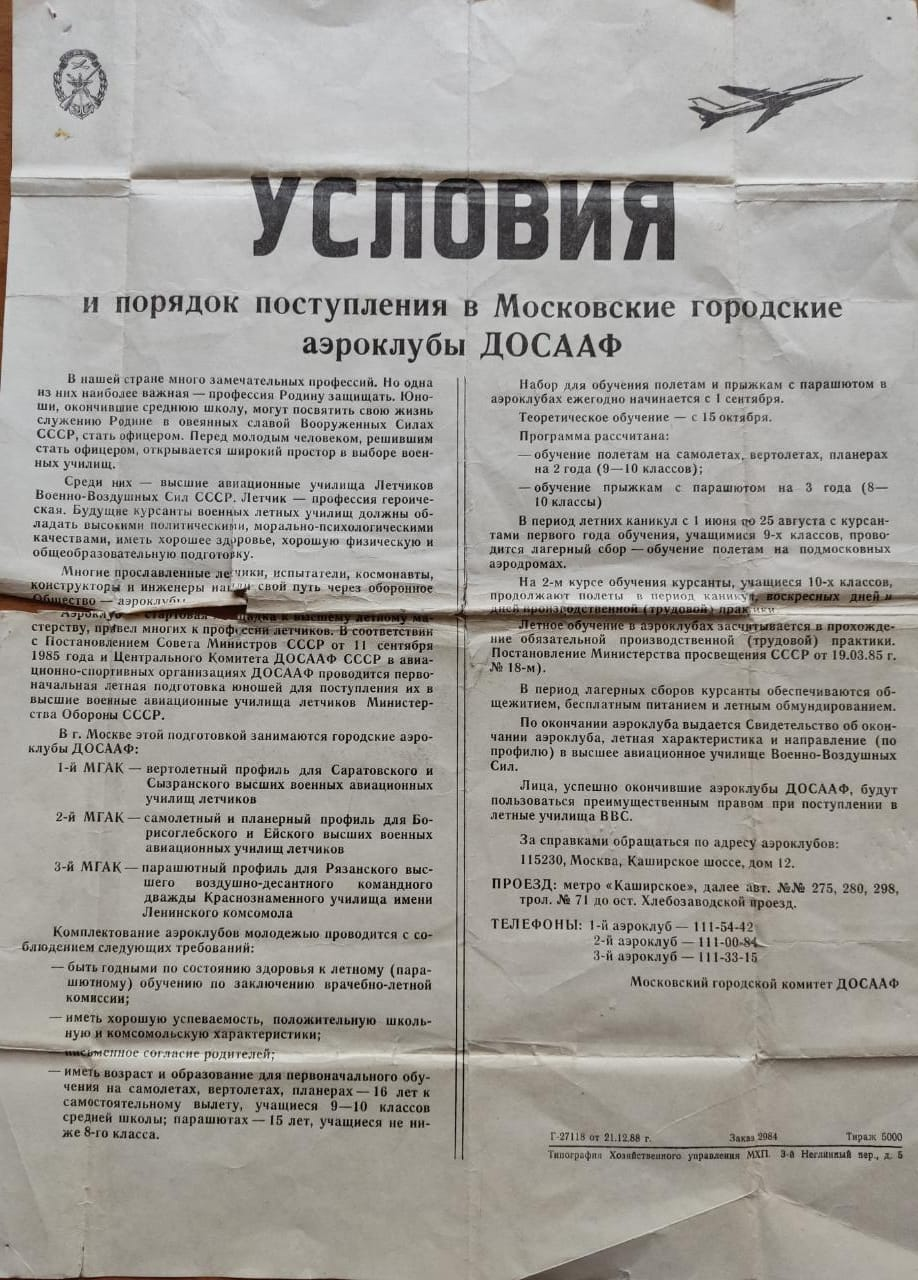
Условия и порядок поступления в Московские городские аэроклубы ДОСААФ - 1988 год.

В 1991 году распался СССР, а за ним и прекратил существование ДОСААФ СССР. После прекращения существования ДОСААФ СССР выявилась парадоксальная ситуация — ДОСААФ всех республик существуют, ДОСААФ Российской Федерации отсутствует, так как её функции выполнял ЦК ДОСААФ СССР, который прекратил существовать.
В связи с этим, руководство бывшего ЦК ДОСААФ СССР срочно решило создать новую добровольную общественную организацию, взамен ДОСААФ, назвав её — РОСТО РФ, которая должна была бы заполнить создавшуюся пустоту.
Коллективом сотрудников аэроклуба 2-го МГАК на общем собрании, было принято решение не вступать добровольно, во вновь создаваемую, общественную организацию — РОСТО РФ.
В 1993 году Указом президента РФ № 791 от 31 05.93г всё имущество ДОССАФ СССР было отнесено к федеральной собственности. На основании этого указа, распоряжением Государственного комитета РФ по управлению государственным имуществом № 2087-р от 02 декабря 1993 года «2 ой МГАК ДОСААФ СССР» был преобразован в государственное предприятие «2-й Московский аэроклуб» (ГП 2-й МАК), который относится к собственности Российской Федерации.
С 1997 до конца 2015 года ГП 2-й МАК был Авиационным учебным центром Гражданской авиации РФ, сертификат № 046, единственным действующим АУЦ ГА в РФ по обучению на планёрах.
На данный момент ГП «2-й МАК» является субъектом авиации общего назначения, и продолжает, как аэроклуб, заниматься подготовкой частных пилотов на самолётах и пилотов на планёрах, как и все предыдущие 75 лет.

## Деятельность в постсоветский период
1993 — 1997гг:
1. Пропаганда авиационных видов спорта: Планерный спорт
2. Подготовка и комплектование команд г. Москвы по самолётному и планерному спорту к чемпионатам России и Международным соревнованиям;
3. Первоначальное лётное обучение пилотов-планеристов на планёрах и пилотов-любителей на самолётах.

1997 по настоящее время
1. Обучение на вертолётах — с 1997г по 2007 г.
2. Обучение на самолётах и планёрах — с 1997 г. по настоящее время.

В период с 1993 г. по 2016 г. ГП «2-й МАК» подготовил более 50 пилотов-любителей на самолётах (из которых, около 10 человек успешно летают в различных авиакомпаниях ГА РФ) и более 90 пилотов-планеристов.

## Исторические названия

##### Московский городской аэроклуб № 2 Кировского района г. Москвы — 1947 г.
- (Приказ Московского Городского Совета Осоавиахим № 3 от 19.03.1947 г. об открытии аэроклуба. Сокращённое название МГАК № 2. Принадлежность Осоавиахим — «Общество содействия обороне, авиационному и химическому строительству»).

##### Московский городской аэроклуб № 2 Мосгорсовета Осоавиахим — 1947—1948 г.
- (Московский городской аэроклуб № 2 Кировского района г. Москвы переименован приказом Московского Городского Совета Осоавиахим № 9 от 01.05.1947 г. Сокращённое название МГАК № 2 Осоавиахим).

##### Московский городской аэроклуб № 2 ДОСАВ — 1948—1951 г.
- (Московский городской аэроклуб № 2 Мосгорсовета Осоавиахим переименован в Московский городской аэроклуб № 2 ДОСАВ. Сокращённое название МГАК № 2. ДОСАВ — «Добровольное общество содействия авиации»).

##### 2-й Московский городской аэроклуб ДОСААФ — 1951—1959 г.
- (Московский городской аэроклуб № 2 ДОСАВ переименован во 2-й Московский городской аэроклуб ДОСААФ. Сокращённое название 2-й МГАК ДОСААФ — «Добровольное общество содействия армии, авиации и флоту»).

##### Московский городской планёрный клуб −1959 г.
- (На базе 2го МГАК, из планёрных звеньев 3х Московских аэроклубов был создан Московский городской планёрный клуб, приказ ЦК ДОСААФ № 83 от 03.03.1959 г. Сокращённое название МГПК ДОСААФ).

##### 4-й Московский городской аэроклуб ДОСААФ — 1959—1962 г.
- (Московский городской планёрный клуб ДОСААФ переименован в 4-й Московский городской аэроклуб ДОСААФ, приказ МГК ДОСААФ № 280 от 23.12.1959 г. Сокращённое название 4-й МГАК ДОСААФ).

##### 3-й Московский городской аэроклуб ДОСААФ — 1962—1964 г.
- (4-й Московский городской аэроклуб ДОСААФ переименован в 3-й Московский городской аэроклуб ДОСААФ, приказ МГК ДОСААФ № 315 от 18.10.1962 г. Сокращённое название 3-й МГАК ДОСААФ).

##### 2-й Московский городской аэроклуб ДОСААФ — 1964—1993 г.
- (3-й Московский городской аэроклуб ДОСААФ переименован во 2-й Московский городской аэроклуб ДОСААФ, приказ МГК ДОСААФ № 44 от 27.02.1964 г. Сокращённое название 2-й МГАК ДОСААФ).

##### Государственное предприятие «2-й Московский аэроклуб» — 1993 г. — по настоящее время
- (2-й Московский городской аэроклуб ДОСААФ переименован в Государственное предприятие «2-й Московский аэроклуб», распоряжение Государственного комитета РФ по управлению государственным имуществом № 2087-р от 02 декабря 1993. Сокращённое название ГП «2-й МАК», относится к собственности Российской Федерации).

## Достижения аэроклуба
В 1967 году спортсменами аэроклуба были установленные мировые рекорды. 3 июня 1967 года с аэродрома «Пахомово» вылетело 8 планёров с 12 спортсменами на борту. Из них: 4 двухместных Л-13 «Бланик» с пассажирами на борту и 4 одноместных планёра. Спортсмены двухместных планёров Л-13 «Бланик» долетели до Крыма и в конце дня были вынуждены выполнить посадку на берегу Азовского моря. Ими были установленные мировые рекорды на открытую дальность для двухместных планёров, которые не были побиты десятки лет.
Экипажи, установившие рекорд в 1967 году:
1. Мастер спорта — Анатолий Зайцев, 2ой — Владислав Харитоненко — пройдено — 916 км.
2. Мастер спорта — Юрий Кузнецов, 2ой — Юрий Баркашев — пройдено — 916 км.
3. Мастер спорта — Изабелла Горохова, 2ой — Зинаида Козлова — пройдено — 870 км.
4. Мастер спорта — Татьяна Павлова, 2ой — Лариса Фоломешкина — пройдено — 870 км.